# Valmont, Seine-Maritime

Valmont este o comună în departamentul Seine-Maritime, Franța, la 15 km de Fécamp. În 2009 avea o populație de 1017 de locuitori.

## Geografie
Râul Valmont curge 13 km înainte de a-și vărsa apele în Marea Mânecii, la Fécamp.